# Данакіль (западина)
Данакіль (Афар, Даллол) — западина в північній частині Афарської улоговини на кордоні Ефіопії (Афар) і Еритреї, частина однойменної пустелі.
Западина Данакіль є найжаркішим місцем на Землі, якщо враховувати температуру не «рекордно високу», а «середню високу» протягом року. Приміром, зимовим ранком температура повітря може досягати 37 °С. Максимальна температура (не у тіні) — 63 °С, протягом літа температура ніколи не падає нижче 40 °С, впродовж року — нижче 34 °С. Дощі тут не йдуть більшу частину року.
Американський палеантрополог Дональд Джохансон і його колеги, які в 1974 році виявили тут останки австралопітека афарського на ім'я Люсі, вважають западину Данакіль прабатьківщиною гомінідів.
Є одним з найнижчих місць на планеті: знаходиться на 125 метрів нижче рівня моря і займає третє місце в списку найнижчих місць Африки, поступаючись лише озеру Ассаль (-153 метри) і западині Каттара (-133 метри).
На території западини знаходяться сплячий вулкан Аялу (2145 метрів), сплячий Даллол (-48 метрів), який породив ряд сірчаних джерел; і діючий Ерта Але (613 метри), а також гирло річки Аваш, яка в посушливі роки тут пересихає і розсипається на ланцюг солоних озер, трохи не досягаючи Індійського океану. Є одиничні напівпокинуті поселення, наприклад, Даллол.
Незважаючи на значну віддаленість від цивілізації, відсутність доріг і аеропортів поблизу, западина Данакіль є туристичною принадою Ефіопії.
Існує проект побудови ГЕС Червоне море — Данакіль, у якій передбачає використання води з Червоного моря. Відпрацьована вода буде випаровуватись.

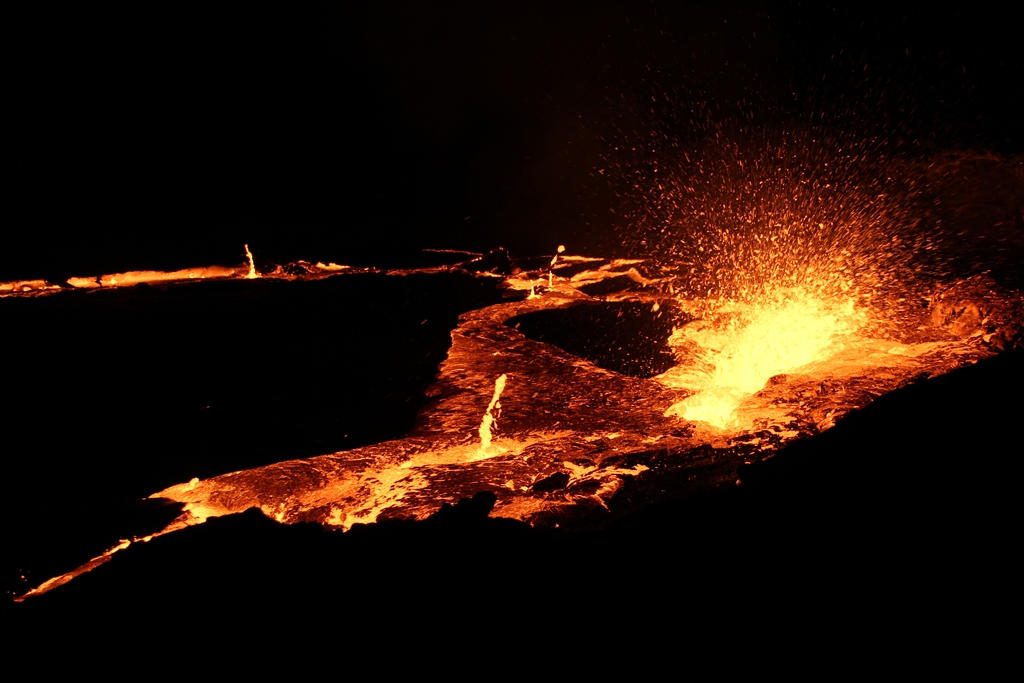
Виверження вулкану Ерта Але 11 серпня 2014 року
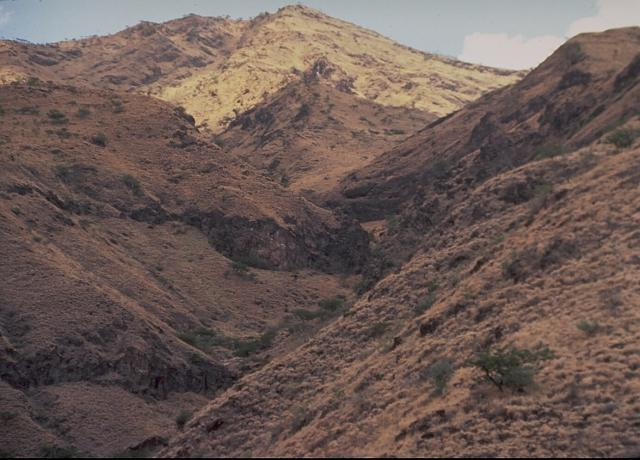
Вулкан Аялу
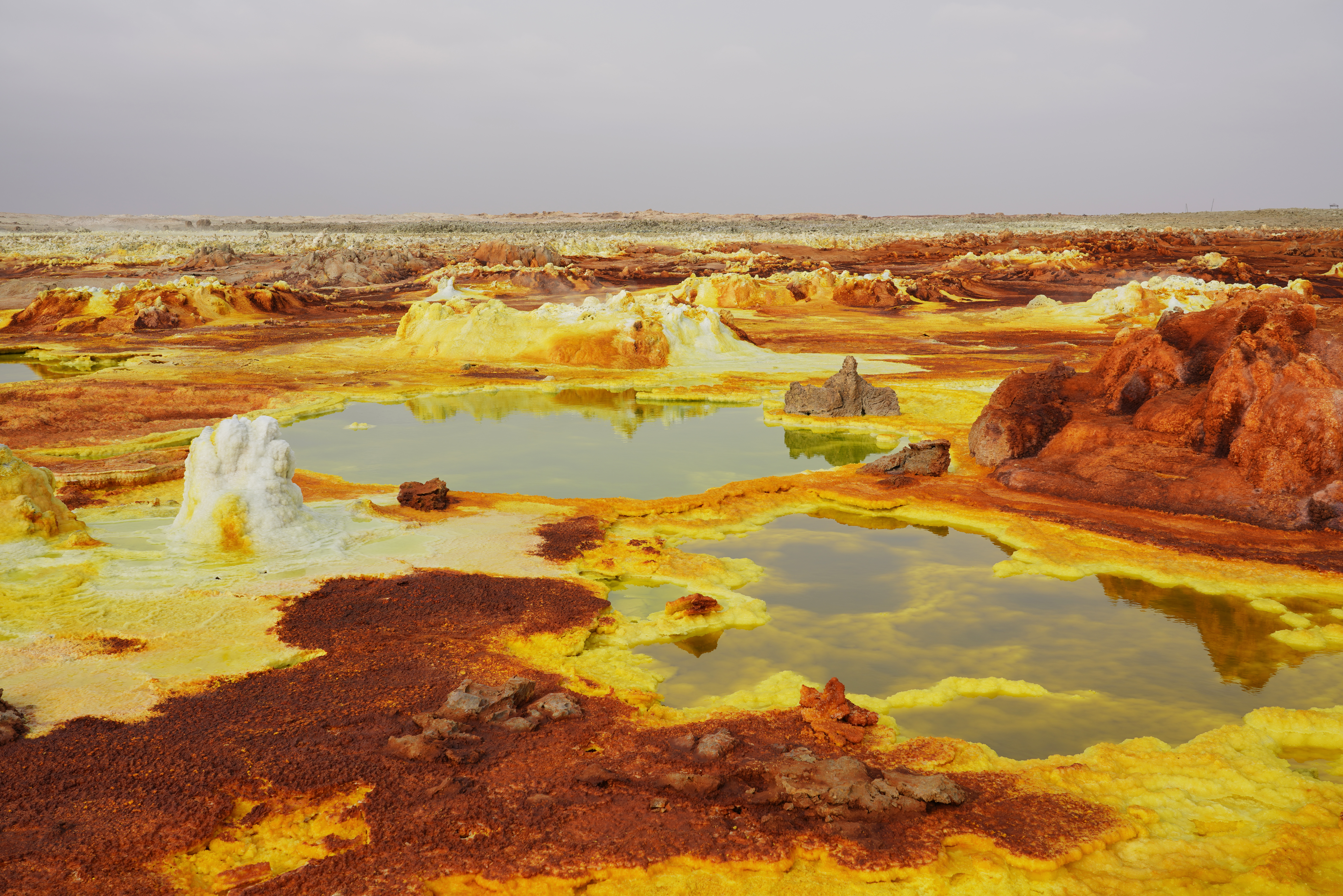
Сірчане озеро вулкану Даллол

### Ресурси Інтернету
- Вікісховище має мультимедійні дані за темою: Данакіль (западина)
- Ефіопія, низовина Данакіль // rgo.ru
- danakil/34-1-0-45 Пустеля Данакіль // darkbook.ru

фото
- depression/salt canyon/ Фото Солоного каньйону западини Данакіль[недоступне посилання з липня 2019] // independent-travellers.com (англ.)
- depression/yellow lake/ Фото Жовтого озера западини Данакіль[недоступне посилання з липня 2019] // independent-travellers.com (англ.)
- Западина Данакіль [Архівовано 21 червня 2016 у Wayback Machine.] (англ.) (відео на youtube)